# Frontul Democrației și Unității Socialiste
Frontul Democrației și Unității Socialiste (FDUS) a fost o organizație creată ca aripă a PCR, care a funcționat în Republica Socialistă România în perioada 1980-1989, continuator al organizațiilor precedente, respectiv Frontul Democrației Populare (FDP) în perioada 1948-1968 și Frontul Unității Socialiste (FUS) în perioada 1968-1980, era definit ca cel mai larg organism permanent, revoluționar, democratic, cu caracter reprezentativ, care constituie cadrul organizatoric de unire, sub conducerea PCR, a forțelor politice și sociale ale națiunii noastre socialiste, a tuturor organizațiilor de masă și obștești. Spre a putea înregimenta organizațiile de masă și obștești, în cadrul Frontului Democrației și Unității Socialiste au fost înființate organizații ale democrației și unității socialiste.
Candidații la funcția de deputat în Marea Adunare Națională erau prezentați în numele FDUS și nu al PCR.
Articolul 25 al Constituției României prevedea că: Dreptul de a depune candidaturi aparține Frontului Democrației și Unității Socialiste, cel mai larg organism politic permanent, revoluționar, democratic, cu caracter reprezentativ, care constituie cadrul organizatoric de unire, sub conducerea Partidului Comunist Român, a forțelor politice și sociale ale națiunii noastre socialiste, a tuturor organizațiilor de masa si obștești, pentru participarea întregului popor la înfăptuirea politicii interne și externe a partidului și statului, la conducerea tuturor domeniilor de activitate.
FDUS a atras în structurile sale de conducere intelectuali, artiști, sportivi, lideri religioși și specialiști din diferite domenii, precum și o mare masă de oameni care nu erau membri de partid.
Art. 7 din Legea nr. 57 din 26 decembrie 1968 privind organizarea și funcționarea consiliilor populare, republicată în B.Of. nr. 96/3 oct. 1980, se preciza: Consiliile populare întăresc și dezvoltă legăturile cu organele locale ale Frontului Democrației și Unității Socialiste, în vederea mobilizării oamenilor muncii la realizarea sarcinilor de plan și la desfășurarea acțiunilor pentru dezvoltarea economică și social-culturală a unităților administrativ-teritoriale, precum și la activitatea de sistematizare și bună gospodărire a municipiilor, orașelor și comunelor.

## Congrese
S-au ținut 3 congrese. Fusese pregătit în amănunt și al patrulea Congres, care trebuia să aibă loc în 1990.
- Congresul I al Frontului Unității Socialiste, 23-24 mai 1974;
- Congresul al II-lea al Frontului Democrației și Unității Socialiste, 17-18 ianuarie 1980;
- Congresul al III-lea al Frontului Democrației și Unității Socialiste, 7-8 februarie 1985.

- Congresul al IV-lea al Frontului Democrației și Unității Socialiste urma să se desfășoare în zilele de 8-9 februarie 1990 și să aibă următoarea ordine de zi[6]:

1. Raport privind activitatea organizatorică, politică și social-economică desfășurată de Frontul Democrației și Unității Socialiste și sarcinile care-i revin în vederea înfăptuirii hotărârilor Congresului al XIV-lea al Partidului Comunist Român;

2. Programul-Directivă aprobat de Congresul al XIV-lea al Partidului Comunist Român privind dezvoltarea economico-socială a României în cincinalul 1991-1995 și orientările de perspectivă până în anii 2000-2010; 

3. Proiectul manifestului Frontului Democrației și Unității Socialiste pentru alegerile generale de deputați în Marea Adunare Națională și în consiliile populare; 

4. Programul de măsuri pentru organizarea și desfășurarea alegerilor generale de deputați în Marea Adunare Națională și în consiliile populare; 

5. Alegerea președintelui Frontului Democrației și Unității Socialiste; 

6. Alegerea Consiliului Național al Frontului Democrației și Unității Socialiste.

## Plenare
- Plenara Consiliului Național al Frontului Democrației și Unității Socialiste, 23 decembrie 1980,
- Plenara Consiliului National al Frontului Democrației și Unității Socialiste, 23 mai 1985,
- Plenara Consiliului Național al Frontului Democrației și Unității Socialiste, 28 martie 1986.